# Uropetala
Uropetala is een geslacht van echte libellen uit de familie van de Petaluridae.

## Soorten
- Uropetala carovei (White, 1846)
- Uropetala chiltoni Tillyard, 1930